# Único (álbum de Fernandinho)
Único é um álbum ao vivo do cantor Fernandinho, lançado em 2023 pela gravadora Onimusic.
O álbum foi indicado ao Grammy Latino na categoria Melhor Álbum de Música Cristã.

## Lançamento
O álbum foi lançado no dia 14 abril, a faixa "Único" foi a faixa de maior destaque.
A canção "Moisés" recebeu um clipe animado no dia 23 de fevereiro.
O álbum recebeu o Disco de Ouro pela Pro-Música Brasil

## Clipes
Todas as canções do álbum receberam clipes ao vivo.

## Faixas
| N.º            | Título                    | Compositor(es) | Duração |  |
| 1.             | "Eis Que Estou à Porta"   | Fernandinho    | 5:19    |  |
| 2.             | "Um dia em Tua Presença"  | Fernandinho    | 4:44    |  |
| 3.             | "Os Que Confiam"          | Fernandinho    | 5:38    |  |
| 4.             | "Moisés\Cântico À Moisés" | Fernandinho    | 4:49    |  |
| 5.             | "Jeová"                   | Fernandinho    | 5:02    |  |
| 6.             | "Não Há Outro Como Tu"    | Fernandinho    | 6:19    |  |
| 7.             | "Único"                   | Fernandinho    | 6:59    |  |
| 8.             | "A Quem Tenho Eu"         | Fernandinho    | 7:22    |  |
| 9.             | "Brasa Viva"              | Levi Miranda   | 7:53    |  |
| 10.            | "Oh Profundidade"         | Fernandinho    | 3:55    |  |
| 11.            | "Estou Procurando"        | Fernandinho    | 7:01    |  |
| 12.            | "Pai Nosso"               | Fernandinho    | 4:19    |  |
| 13.            | "Resiliência"             | Fernandinho    | 5:29    |  |
| Duração total: | Duração total:            | Duração total: | 1h 15m  |  |

## Prêmios e Indicações
Grammy Latino 
| Ano  | Categoria                                                          | Trabalho     | Resultado |
| ---- | ------------------------------------------------------------------ | ------------ | --------- |
| 2024 | Grammy Latino de Melhor Álbum de Música Cristã (língua portuguesa) | Único (Live) | Indicado  |

### Troféu Gerando Salvação[6]
| Ano  | Categoria         | Trabalho                | Resultado |
| ---- | ----------------- | ----------------------- | --------- |
| 2024 | Música do Ano     | Único (Live)            | Indicado  |
| 2024 | Música Celebração | Moisés\Cântico À Moisés | Indicado  |